# Communauté de communes du Grand Pontarlier
La communauté de communes du Grand Pontarlier, anciennement communauté de communes du Larmont ou CCL, est une communauté de communes française située dans le département du Doubs, en Franche-Comté, dans la région administrative Bourgogne-Franche-Comté.
L'intercommunalité fait partie du pôle métropolitain Centre Franche-Comté.

## Historique

Ancien logo de la CCL.

Le 1er avril 2015, la communauté de communes du Larmont (CCL) a transféré son siège de Houtaud à Pontarlier, et a pris le nom de communauté de communes du Grand Pontarlier.

## Composition
La communauté de communes est composée des 10 communes suivantes :

| Nom                | Code Insee | Gentilé       | Superficie (km2) | Population (dernière pop. légale) | Densité (hab./km2) |
| ------------------ | ---------- | ------------- | ---------------- | --------------------------------- | ------------------ |
| Pontarlier (siège) | 25462      | Pontissaliens | 41,35            | 17 928 (2022)                     | 434                |
| Chaffois           | 25110      | Chaffoyards   | 16,25            | 1 032 (2022)                      | 64                 |
| La Cluse-et-Mijoux | 25157      | Clusiens      | 22,5             | 1 317 (2022)                      | 59                 |
| Dommartin          | 25201      | Dommartinois  | 6,39             | 819 (2022)                        | 128                |
| Doubs              | 25204      | Doubsiens     | 8,94             | 3 309 (2022)                      | 370                |
| Granges-Narboz     | 25293      | Grangeards    | 16,22            | 1 355 (2022)                      | 84                 |
| Houtaud            | 25309      | Hostasiens    | 7,89             | 1 197 (2022)                      | 152                |
| Sainte-Colombe     | 25515      | Colombins     | 10,49            | 482 (2022)                        | 46                 |
| Verrières-de-Joux  | 25609      | Varisiens     | 10,15            | 472 (2022)                        | 47                 |
| Vuillecin          | 25634      | Vuillecinois  | 14,24            | 669 (2022)                        | 47                 |

## Projets et réalisations
Après avoir initialement été abandonné il y a quatre ans, la communauté de commune a relancé le projet d'un centre aquatique, le centre aquatique du grand Pontarlier. Le début des travaux est fixé à 2025, pour une mise en service envisagée en 2026. Un budget de 27 millions d'euros a été décidé pour compléter la piscine Georges Cuinet, jugé vétuste. Le nouveau centre, comportant une zone extérieure en plus de ses bassins intérieurs, sera situé au crêt de Dâle, sur la commune de Pontarlier.
En 2020, la communauté de commune a lancé un projet de revalorisation du château de Joux, devant s'étaler jusqu'à 2030. D'un budget de 30 millions d'euros, celui-ci comporte la restauration du fort et de ses collections, la constitution en son sein de trois musées, une modernisation du site du point de vue écologique... Au terme de ce projet, on trouvera dans le château un musée sur l'histoire de celui-ci, un autre portant sur l'art haïtien, dans le cadre de la mémoire de Toussaint Louverture, et enfin un musée d'art et d'histoire militaire.